# Harlange
Harlange (en luxemburguès: Harel; en alemany: Harlingen) és una vila i centre administratiu de la comuna de Lac de la Haute-Sûre situada al districte de Diekirch del cantó de Wiltz. Està a uns 43 km de distància de la ciutat de Luxemburg.

## Història
Harlange era una comuna abans de l'1 de gener 1979 quan es va fusionar amb Mecher per formar la comuna de Lac de la Haute-Sûre.